# Manuel Pires
Manuel Pires foi sertanista, ou bandeirante, desde 1615.
Integrou em 1628 a bandeira de seu genro Antônio Raposo Tavares ao Guairá. Na volta a São Paulo, perpetrou violências no Colégio dos jesuítas e promoveu outras arruaças que implantaram o terror na vila.
Logo depois o assalto ao colégio dos padres jesuítas em Barueri, partiu em 1641 para o sertão, destruindo a obra dos padres inacianos, sendo um dos chefes da grande bandeira destroçada em Mbororé. Sua bandeira foi rechaçada nas margens do rio Mbororé ou «das onze voltas». Tinha como ajudante Jerônimo Pedroso de Barros.
Investiu as reduções do Tape pelo Norte, atacando as missões localizadas entre o rio Paraná e rio Uruguai. Os padres, porém, armaram seus índios com escopetas, e até pequenos canhões, e  mantiveram permanentemente atalaias nas aldeias. A grande expedição paulista se aproximou da redução de Nossa Senhora da Assunção, vinda das cabeceiras do rio Uruguai, atacando-a. Houve oito dias de combate e afinal a bandeira paulista foi desbaratada às margens do Mbororé. Os jesuítas fizeram grande alarde da vitória e denunciaram as correntes de oito metros de comprido nas quais se prendiam dez gargalheiras, sendo os índios, presos pelo pescoço, levados a São Paulo.
Os paulistas, depois dessa derrota, passariam quase dez anos sem mais atacar - pelo menos até a quaresma de 1651.
Manuel Pires teve fazendas em Cutia e Parnaíba onde trabalhavam mais de cem escravos índios.
Casara com Maria Bicudo, filha de Antônio Bicudo Carneiro, de origem Cristã-nova e judaica e Isabel Rodrigues, esta filha de Garcia Rodrigues e Izabel Velho, Manuel Pires  morreu antes de 1659.